# 李麗仙
李 麗仙（り れいせん、イ・ヨソン、朝鮮語: 이여선、1942年〈昭和17年〉3月25日 - 2021年〈令和３年〉6月22日、本名：大靏 初子〈おおつる はつこ〉、旧本名：李 初子〈り はつこ〉）は、日本の女優。舞台での活動が主軸で、その個性的な演技で「アングラの女王」の異名を取る。元夫は俳優の唐十郎、長男は俳優の大鶴義丹。

## 来歴・人物
東京府生まれ。両親は在日韓国人2世だが、日本語しか話さなかったという。生まれた時の名前は李初子（朝: 이초자 イ・チョジャ）。日本名は星山初子（ほしやま はつこ）。東京都立広尾高等学校卒業。
舞台芸術学院在学中に劇作家・演出家・俳優の唐十郎と知り合う。
1963年に舞台芸術学院を中退、唐が設立した状況劇場に参加。星山初子の名でデビューしたが数年後には李礼仙（朝: 이예선 イ・イェソン）と名乗り、同劇団の看板女優として活躍する。1966年から1968年にかけて、生活費を稼ぐため、土方巽の斡旋で唐と共に金粉ショウダンサーとして全国のキャバレーを回った。
1967年に25歳で唐と結婚し、翌年に長男の大鶴義丹を出産。この当時、韓国では国内で発生していた民主化運動に対して韓国政府が圧力をかけており、1970年代には金大中事件が発生するなど、韓国情勢が緊迫化していた。李自身も当時韓国で反政府運動をしていた詩人の金芝河らと交流があったため、知人が逮捕されたり、バングラデシュに渡航するためにビザを申請した際にブラックリスト入りしていることが判明するなど、周囲にも影響が及んでいた。そのため、家族の安全を考慮して、1975年に日本国籍を取得した。その時、本名が李初子から大靏初子（「靏」の字は、雨の下に鶴）となった。
1987年2月に芸名を李麗仙に改名。翌1988年4月、唐と離婚。『黄金の日日』に出演したほか、『3年B組金八先生』では金八と対立しながらも手腕を認める石川千春教頭役を熱演。2013年10月23日、『朝鮮日報』のインタビューで「あなたはどの国の人なのか」という質問に「ハングクサラム（韓国人）」と答え、「国籍は日本。日本で生まれ育ったので、韓国で暮らすのは難しい。保険の恩恵を受けようと思ったら日本で生活しなければならない。でも、心までは日本に渡していない」とし、「血とはそういうもの」であると述べた。
2019年に脳梗塞を患い療養していたが、2021年6月22日、肺炎のため、東京都杉並区の病院で死去。79歳没。息子の大鶴義丹は所属事務所を通じてコメントを発表し、唐とは離婚後も盟友としての親交があったこと、葬儀は家族友人や演劇関係者だけで行う予定であることを明かし、6月26日に密葬が営まれた。

## 出演

### 舞台

#### 状況劇場
※特に記載のないものはすべて唐十郎の作・演出。
- 腰巻お仙 忘却篇（1966年）
- ジョン・シルバー 新宿恋しや夜鳴篇（1967年）
- 月笛お仙 義理人情いろはにほへと篇（1967年）
- 由比正雪（1968年）
- 続ジョン・シルバー（1968年）
- 腰巻お仙 振袖火事の巻（1969年）
- 少女都市（1969年）
- ジョン・シルバー 愛の乞食篇（1970年）
- 吸血姫（1971年）
- 少女仮面（1971年）
- あれからのジョン・シルバー（1971年）
- 二都物語（1972年）
- 鐡假面（1972年）
- ベンガルの虎 白骨街道魔伝（1973年）
- 海の牙 黒髪海峡篇（1973年）
- 唐十郎版 風の又三郎（1974年）
- 夜叉綺想（1974年）
- 唐版 滝の白糸（1975年、演出：蜷川幸雄）
- 腰巻おぼろ 妖鯨篇（1975年）
- 糸姫（1975年）
- 下町ホフマン（1976年）
- おちょこの傘持つメリー・ポピンズ（1976年）
- 蛇姫様（1977年）
- 唐十郎版 俳優修行（1977年）
- ユニコン物語 台東区篇（1978年）
- 河童（1978年）
- 犬狼都市（1979年）
- 青頭巾（1979年）
- 女シラノ（1980年）
- 鉛の心臓（1980年）
- お化け煙突物語（1981年）
- 黄金バット（1981年）
- 新・二都物語（1982年）
- 住み込みの女（1983年）
- あるタップ・ダンサーの物語（1984年）

#### その他
- 愛の乞食（1987年、李麗仙秘演会、作：唐十郎、演出：李麗仙）
- ベンガルの虎 白骨街道魔伝（1988年、李麗仙秘演会、作：唐十郎、演出：李麗仙）
- 唐版 風の又三郎（1989年、李麗仙秘演会、作：唐十郎、演出：李麗仙）
- 少女仮面（1990年、うらら舎、作：唐十郎、演出：李麗仙）
- アカシヤの雨にうたれて（1993年、うらら舎、作：清水邦夫、演出：高瀬久男）
- 付き人（1993年、うらら舎、作・演出：福田陽一郎）
- 水の街のメディア（1994年、うらら舎、作：渡辺えり子、演出：鈴木絢士）
- 少女仮面（1994年、うらら舎、作：唐十郎、演出：高瀬久男）
- カッポレはもう踊らない（1997年、うらら舎、作：楠美津香、演出：西川信廣）
- デッド・ギルティ 不信の瞬間（1998年、博品館劇場、作：リチャード・ハリス、演出：オリオール・スミス）
- LOVE LETTERS（1999年、パルコ、作：A.R.ガーニー、演出：青井陽治）
- 源氏物語 朗読Ⅲ「藤壺」（2001年、博品館劇場、訳：瀬戸内寂聴、演出：竹邑類）
- 源氏物語 朗読Ⅳ「六条御息所」（2002年、博品館劇場、訳：瀬戸内寂聴、演出：久世光彦）
- 青ひげ公の城（2003年、流山児★事務所、作：寺山修司、演出：流山児祥）
- 真・晴明伝説 陰陽師（2003年、コマ・プロダクション、作：中島梓、演出：福田善之）
- ガラスの動物園（2004年、流山児★事務所、作：テネシー・ウィリアムズ、演出：松本祐子）
- 愛の賛歌～エディット・ピアフ 愛の手紙～（2004年、バウスプリット、脚本：井原和洋、演出：副島恒次）
- 桜川（2009年、うらら舎、原作：世阿弥、演出：笠井賢一）
- 33の変奏曲（2010年、パルコ、作：モイゼス・カウフマン、演出：高橋昌也）
- 卒塔婆小町（2012年、うらら舎、原作：観阿弥、演出：笠井賢一）
- 月の家～タルチプ（2013年、新宿梁山泊、作：ノ・ギョンシク、演出：金守珍）
- 藤戸（2015年、うらら舎、上演台本：李麗仙、演出：笠井賢一）
- 少女仮面（2015年、新宿梁山泊、作：唐十郎、演出：金守珍）

### テレビドラマ
- 追跡 第15話「汚れた天使」（1973年、関西テレビ / C.A.L） - 売春婦 ※未放送
- 新・座頭市 第2シリーズ 第7話「遠い昔の日に」（1978年、フジテレビ / 勝プロ） - お艶
- 大河ドラマ（NHK総合）
  - 黄金の日日（1978年） - お仙
  - 炎立つ（1993年） - 村雨
- 家路〜ママ・ドント・クライ（1979年、TBS） - 鈴木美代子 / 鮫島リラ
- 影の軍団II 第16話「牝蜂は二度刺す」（1982年、関西テレビ） - お仙
- 親子ジグザグ（1987年、TBS） - 下別府ノブ
- ザ・サスペンス「生きていた男」（1984年、TBS / KANOX）
- 明日-1945年8月8日・長崎（1988年8月9日、日本テレビ） - 小付稜子
- 京都サスペンス 「あじさい色のレディ」（1988年12月、関西テレビ / ジーカンパニー）
- 炎の旅路（1990年、東海テレビ / にっかつ） - 小泉房江
- 外科医有森冴子（1990年、日本テレビ） - 南雲百合江
- 3年B組金八先生 第4シリーズ（1995年 - 1996年、TBS） - 石川千春
- 新・半七捕物帳（1997年、NHK総合）
- シンデレラは眠らない（2000年、読売テレビ） - 江島カイ
- ドラマ30 / 君のままで（2000年、毎日放送） - 大原徹子
- 衛星ドラマ劇場 ビタミンF（2002年、NHK BS2） - 幸枝
- マイリトルシェフ 第7話「母との再会!? 逆転のパエリア」（2002年、TBS） - 久坂美弥子
- 火曜サスペンス劇場 「うさぎと亀2・川の流れのように」（2004年6月、日本テレビ） - 盛田宏子
- 東京湾景（2004年、フジテレビ） - 井上麗子（朴麗子）
- 契約結婚（2005年、東海テレビ） - 福田八重子
- 有閑倶楽部 第9話「VS裏口入学」（2007年、日本テレビ / ケイファクトリー）
- 斉藤さん 第1話「正義のため戦う迷惑ヒロイン登場!」（2008年1月9日、日本テレビ） - 近所の主婦
- 金曜プレステージ「浅見光彦シリーズ38 十三の冥府」（2010年9月24日、フジテレビ） - 東谷正子
- 土曜ワイド劇場「温泉 (秘) 大作戦10」（2011年8月20日、朝日放送） - 蒼井逸子

### 映画
- 戦後残酷物語（1968年、大映） - カズコ
- 新宿泥棒日記（1969年、ATG）
- サマー・ソルジャー（1972年、勅使河原プロ） - 礼子
- 女囚さそり けもの部屋（1973年、東映） - 鮫島カツ
- 任侠外伝 玄界灘（1976年、ATG） - 李孝順 / 李春仙
- ミシマ:ア・ライフ・イン・フォー・チャプターズ（1985年、ワーナー・ブラザース） ※三島由紀夫の遺族の反対により日本未公開
- 潤の街（1989年） - 利代
- 夜を賭けて（2003年） - ヤン婆さん
- ニワトリはハダシだ（2004年） - 金順礼
- 蟲師（2007年） - たま
- 望郷の鐘（2014年、現代ぷろだくしょん） - 山本きぬ
- ホテルコパン（2016年） - 舟木[7]

### テレビ番組
- ライオンのいただきます（フジテレビ）
- 驚きももの木20世紀「竹久夢二語りき 〜夢二の見た夢〜」（1996年5月24日、朝日放送） - ナレーション
- ワイド!スクランブル（1998年 - 1999年、テレビ朝日） - コメンテーター
- 快傑熟女!心配ご無用（TBS） - パネラー（不定期）
- わたしが子どもだったころ「建築家 安藤忠雄」（2010年2月10日、NHK BShi） - キクヱ ※再現ドラマ

### テレビアニメ
- アガサ・クリスティーの名探偵ポワロとマープル 第32話「スリーピングマーダー その3」（2005年、NHK総合） - フェーン夫人

## ディスコグラフィー

### アルバム
| 面  | No. | タイトル         | 作詞       | 作曲         | 編曲       | 時間 |
| --- | --- | ---------------- | ---------- | ------------ | ---------- | ---- |
| A面 | 1   | クレシェンド     | -          | クニ河内     | クニ河内   | 1:13 |
| A面 | 2   | 淋しい新宿       | 岡本おさみ | 長谷川きよし | クニ河内   | 3:03 |
| A面 | 3   | 逢瀬             | 加藤登紀子 | 加藤登紀子   | クニ河内   | 3:40 |
| A面 | 4   | 眠れない夜は     | 岡本おさみ | 山木幸三郎   | 山木幸三郎 | 3:07 |
| A面 | 5   | よどんで街角     | 唐十郎     | 桜井順       | クニ河内   | 3:29 |
| A面 | 6   | 無花果           | 唐十郎     | 山木幸三郎   | 山木幸三郎 | 2:17 |
| A面 | 7   | 青の伝説         | 唐十郎     | 山木幸三郎   | 山木幸三郎 | 3:08 |
| B面 | 1   | 気まぐれ女       | 岡本おさみ | 長谷川きよし | クニ河内   | 3:37 |
| B面 | 2   | 雨上がり         | 加藤登紀子 | 加藤登紀子   | クニ河内   | 3:53 |
| B面 | 3   | 櫻貝心中         | 唐十郎     | 山木幸三郎   | 山木幸三郎 | 6:45 |
| B面 | 4   | ジュクに風が吹く | 唐十郎     | 桜井順       | クニ河内   | 3:37 |
| B面 | 5   | デ・クレシェンド | -          | クニ河内     | クニ河内   | 1:29 |

| 面  | No. | タイトル             | 時間 |
| --- | --- | -------------------- | ---- |
| A面 | 1   | 江原道 アリラン      | 2:56 |
| A面 | 2   | 忘れられぬお前       | 3:46 |
| A面 | 3   | 夜霧の道             | 4:01 |
| A面 | 4   | 祝福                 | 3:56 |
| A面 | 5   | 帰れ釡山港へ         | 3:15 |
| A面 | 6   | 我が家               | 3:50 |
| B面 | 1   | サランハヌン・マリア | 3:18 |
| B面 | 2   | 花の首飾り           | 2:56 |
| B面 | 3   | 葦                   | 3:32 |
| B面 | 4   | 眠らない子守唄       | 4:46 |
| B面 | 5   | 熱愛                 | 6:10 |

| 面  | No. | タイトル               | 時間 |
| --- | --- | ---------------------- | ---- |
| A面 | 1   | よいこらさあ           |      |
| A面 | 2   | あんたが死んだら       |      |
| A面 | 3   | 夜鷹ソング             |      |
| A面 | 4   | 弟よ...                |      |
| A面 | 5   | 時はゆくゆく           |      |
| A面 | 6   | 氷いちごの唄           |      |
| A面 | 7   | その日は海が荒れていた |      |
| A面 | 8   | 夏の海辺に             |      |
| A面 | 9   | ほうずきの唄           |      |
| A面 | 10  | ガラスとキッス         |      |
| A面 | 11  | ジャスミンの唄         |      |
| B面 | 1   | 氷の洞窟で             |      |
| B面 | 2   | 雑巾の唄               |      |
| B面 | 3   | 風の又三郎             |      |
| B面 | 4   | オルフェの唄           |      |
| B面 | 5   | エリカの数え歌         |      |
| B面 | 6   | この命                 |      |
| B面 | 7   | 蛇姫様の唄             |      |
| B面 | 8   | 野良犬メッキー         |      |
| B面 | 9   | 蛍の列車で             |      |
| B面 | 10  | ロベスピエールの唄     |      |
| B面 | 11  | よいこらさあ           |      |

## 著書
- 五つの名前 生みの親は韓国、育ての親は日本（1999年、集英社） ISBN 4087831183